# Frans Bauer

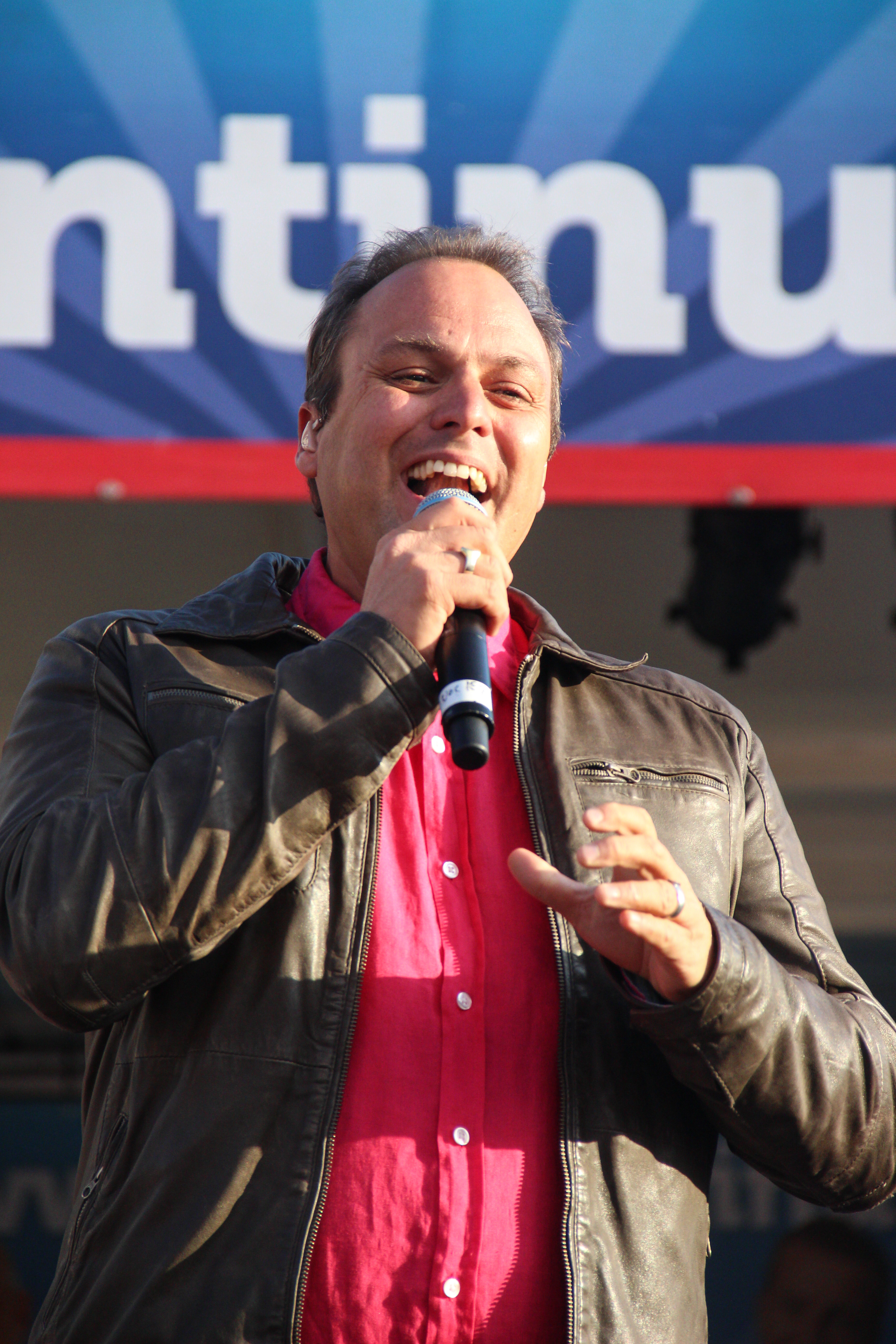
Frans Bauer, 2014

Frans Bauer (* 30. Dezember 1973 als Frans van Dooren in Roosendaal) ist ein niederländischer Schlagersänger und Moderator.

## Biographie
Frans Bauer hat bereits mit neun Jahren auf Kosten seiner Eltern eine Single aufgenommen, die er in der Nachbarschaft an der Tür verkaufte. Jährlich nahm er daraufhin weitere Singles auf. Mit elf Jahren begann er mit Gesangsunterricht und durfte schon als Teenager im Vorprogramm anderer Musiker singen. Landesweite Bekanntheit in Belgien erreichte er durch die Fernsehshow All You Need Is Love, in der sich zwei weibliche Fans in einem Video um einen gemeinsamen Abend mit ihm bewarben.
Seine erste richtige Produktion war 1992 das Album Op weg naar het geluk, das allerdings noch wenig Beachtung fand. Erst zwei Jahre später kam der Erfolg mit seinem ersten Hit Als sterren aan de hemel staan (dt. Version: Wenn ein Stern am Himmel steht). Weitere Singlehits in den Nederlandse Top 40 folgten. Sein zweites Album, das seinen Namen als Titel trug, hielt sich über ein Jahr lang in den Top-100-Charts. Das nächste Album Veel liefs kam schon auf Platz 4 und mit mehr als eineinhalb Jahren Chartaufenthalt war es länger platziert, als jedes andere seiner Alben. Mit seinem vierten Album Voor jou hatte er 1996 seine erste Nummer-eins-Platzierung.
Im Jahr 1997 erzielte er im Duett mit der niederländischen Schlagersängerin Marianne Weber einen großen Charterfolg mit seinem Titel De regenboog („Der Regenbogen“). Er wurde sein erster Nummer-eins-Singlehit und wurde mit Platin ausgezeichnet. Ein gemeinsames Album erreichte ebenfalls die Chartspitze. Der große Verkaufserfolg ist auch darauf zurückzuführen, dass viele Sender die Musik boykottierten. Zwei Jahre später hatte Bauer einen ähnlichen Erfolg mit einem Duettalbum mit der Schlagersängerin Corry Konings. Zwei weitere Alben mit Marianne Weber, darunter ein Weihnachtsalbum, erreichten die Top 10. Die zweite Hälfte der 1990er Jahre bis in die 2000er hinein waren musikalisch seine erfolgreichste Zeit und seine Alben wurden mit Gold und Platin ausgezeichnet.
1998 gab Frans Bauer drei Konzerte im Ahoy in Rotterdam. Davon wurde nicht nur ein erfolgreiches Live-Doppelalbum veröffentlicht, eine Aufzeichnung wurde auch im Fernsehen ausgestrahlt und hatte über zwei Millionen Zuschauer. Im Jahr darauf gab er an selber Stelle fünf weitere Konzerte, bei denen er auch andere Gastmusiker einlud. Es entstand eine erfolgreiche Showreihe und 2011 feierte er seinen fünfzigsten Auftritt im Ahoy. Zwei weitere Livealben wurden von diesen Veranstaltungen veröffentlicht.
Zu seinem zehnjährigen Jubiläum veranstaltete er 2003 ebenfalls im Ahoy eine große Show mit Synchronschwimmern in einem Wasserbecken. Sein Jubiläums-Best-of-Album 10 jaar hits kam in Flandern, dem niederländischsprachigen Teil von Belgien, auf Platz eins und ist sein erfolgreichstes Album im Nachbarland. In den folgenden Jahren war er in Belgien teilweise erfolgreicher als in den Niederlanden. 2005 spielte er die Rolle eines musikalischen Gnoms in der flämischen Kinderfilmserie Kabouter Plop. 2008 nahm er ein Duettalbum mit der belgischen Sängerin Laura Lynn auf, das nur in ihrer Heimat in die Charts kam und Platz eins erreichte. Ein weiteres gemeinsames Top-10-Album folgte 2011.
Ebenfalls im Jahr 2003 entstand die Reality-Show De Bauers über den Familienalltag von Frans Bauer und seine Ehefrau Mariska, die als Fernsehmoderatorin arbeitet. Frans Bauer ist Vater von vier Söhnen. Die Show wurde als beste Fernsehsendung mit dem Gouden Televizier-Ring, dem wichtigsten niederländischen Fernsehpreis, ausgezeichnet. Das Titellied Heb je even voor mij, das zuvor schon als Doppel-A-Seite erschienen war, wurde daraufhin sein zweiter Nummer-eins-Hit und seine erfolgreichste Single. Sie war auch sein erster Top-10-Hit in Flandern.
Seit 2009 moderiert Bauer bei Nederland 1 die Comedyshow Bananasplit, bei der es sich um eine niederländische Version der Versteckten Kamera handelt.
Nach seiner Rolle in der belgischen Kinderserie Kabouter Plop kehrte er Ende der 2000er auch zur Schauspielerei zurück. Zwei weitere Filmauftritte hatte er 2009 und 2010 in zwei niederländischen Nikolaus-Kinderfilmen. Beim deutschen Spielfilm Wickie und die starken Männer war er Synchronsprecher für die Rolle des Wikingers Ulme. Seine erste ernste Rolle hatte er 2012 in der Jesus-Verfilmung The Passion, in der er den Apostel Petrus spielte.

### Deutschsprachige Schlager
Bereits 1996 begann Frans Bauer, parallel zu seinen niederländischen Veröffentlichungen auch Lieder und Alben in deutscher Sprache zu veröffentlichen. In diesem Jahr hatte er sein erfolgreiches Debüt in Deutschland mit dem Lied Buenos dias, weiße Taube, mit dem er auch in der ZDF Hitparade auftrat. Das deutsche Debütalbum Liebesbriefe war noch nicht so erfolgreich, konnte sich aber in den Niederlanden in den Top 10 platzieren. Mit dem zweiten Album Weil ich dich liebe kam er dann aber im Jahr darauf auch in die deutschen Charts und ein weiteres Jahr später konnte sich Was dir mein Herz nicht sagen kann zusätzlich in den österreichischen Albumcharts platzieren. 1998 wurde er für einen Echo in der Kategorie Volksmusik nominiert. Bis 2003 war er mit vier weiteren Alben im deutschsprachigen Raum erfolgreich, dann zog er sich für einige Jahre in seine Heimat zurück. Ein Comeback-Versuch 2008 mit dem Album Schön war die Zeit konnte an die früheren Erfolge nicht mehr anknüpfen. Produziert wurden seine deutschsprachigen Alben von Uwe Busse.
In den deutschsprachigen Ländern gehörten die Lieder Frans Bauers um die Jahrtausendwende zum festen Repertoire der einschlägigen Radioprogramme. Er ist auch durch zahlreiche Fernsehauftritte bekannt geworden. Mehrmals trat er beim Fest der Volksmusik auf. Seine deutschsprachigen Titel bewegen sich im Grenzbereich zwischen deutschem und volkstümlichem Schlager.
Deutschsprachige Hits waren unter anderem Sehnsucht, Wenn ein Stern am Himmel steht, Einmal kommt auch für dich der Tag, Luftballon und In Venedig fängt der Himmel an.

### Ehrungen und Auszeichnungen
1995 erhielt Frans Bauer die Silberne Harfe (Zilveren Harp), den Nachwuchspreis der Musikstiftung Conamus. 2004 bekam er für sein Gesamtschaffen auch die Goldene Harfe (Gouden Harp). Im selben Jahr erhielt er auch seinen zweiten Edison als bester niederländischer Sänger, wie zuvor bereits 1997 als bester flämischer Sänger.
1999 wurde er mit einer Wachsfigur in Madame Tussauds in Amsterdam geehrt. Auch auf dem Walk of Fame Europe in Rotterdam hat er sich verewigt.
Wegen seiner wohltätigen Aktionen wurde Frans Bauer 2004 zum Ritter des Ordens von Oranien-Nassau ernannt. Einen Teil seiner Einnahmen lässt er der Villa Pardoes Stiftung zukommen, die sich um Kinder kümmert, die nicht mehr lange zu leben haben. Einnahmen von Alben spendete er wohltätigen Zwecken, zum Beispiel 2000 den Enschede-Opfern.

## Diskografie

### Studioalben
| Jahr | Titel                              | Höchstplatzierung, Gesamtwochen, AuszeichnungChartplatzierungen (Jahr, Titel, Platzierungen, Wochen, Auszeichnungen, Anmerkungen) | Höchstplatzierung, Gesamtwochen, AuszeichnungChartplatzierungen (Jahr, Titel, Platzierungen, Wochen, Auszeichnungen, Anmerkungen) | Höchstplatzierung, Gesamtwochen, AuszeichnungChartplatzierungen (Jahr, Titel, Platzierungen, Wochen, Auszeichnungen, Anmerkungen) | Höchstplatzierung, Gesamtwochen, AuszeichnungChartplatzierungen (Jahr, Titel, Platzierungen, Wochen, Auszeichnungen, Anmerkungen) | Anmerkungen                             |
| Jahr | Titel                              | DE | AT | NL | BEF | Anmerkungen                             |
| ---- | ---------------------------------- | --- | --- | --- | --- | --------------------------------------- |
| 1994 | Frans Bauer                        | DE73 (4 Wo.)DE | — | NL18 Gold · (65 Wo.)NL | — | in Deutschland erst 1997 veröffentlicht |
| 1995 | Op weg naar het geluk              | — | — | NL55 (7 Wo.)NL | — | Erstveröffentlichung 1992               |
| 1995 | Veel liefs                         | — | — | NL4 Gold · (83 Wo.)NL | — |                                         |
| 1996 | Voor jou                           | — | — | NL1 (43 Wo.)NL | BEF47 (4 Wo.)BEF |                                         |
| 1996 | Liebesbriefe                       | — | — | NL10 (32 Wo.)NL | — |                                         |
| 1997 | Weil ich dich liebe                | DE71 (3 Wo.)DE | — | NL1 (18 Wo.)NL | BEF50 (1 Wo.)BEF |                                         |
| 1998 | Wat ik je zeggen wil               | — | — | NL1 (22 Wo.)NL | BEF22 (7 Wo.)BEF |                                         |
| 1998 | Was dir mein Herz nicht sagen kann | DE62 (5 Wo.)DE | AT39 (4 Wo.)AT | NL41 (13 Wo.)NL | — |                                         |
| 1999 | Samen met jou                      | — | — | NL1 (20 Wo.)NL | BEF6 Gold · (17 Wo.)BEF |                                         |
| 2000 | Ganz tief ins Herz                 | DE65 (4 Wo.)DE | AT49 (1 Wo.)AT | NL14 (6 Wo.)NL | — |                                         |
| 2001 | Wer an Träume glaubt               | DE42 (4 Wo.)DE | AT46 (4 Wo.)AT | NL40 (5 Wo.)NL | — |                                         |
| 2001 | Durf te dromen                     | — | — | NL2 Platin · (18 Wo.)NL | BEF6 (9 Wo.)BEF |                                         |
| 2002 | Dicht bij jou                      | — | — | NL1 Platin · (63 Wo.)NL | BEF2 Gold · (12 Wo.)BEF |                                         |
| 2003 | ’n Ons geluk                       | — | — | NL1 ×2Doppelplatin · (50 Wo.)NL                                                                                                   | BEF7 (36 Wo.)BEF |                                         |
| 2003 | Grenzenlos                         | DE78 (2 Wo.)DE | AT62 (2 Wo.)AT | NL67 (3 Wo.)NL | — |                                         |
| 2004 | Daar heb je vrienden voor …        | — | — | NL1 (41 Wo.)NL | BEF8 (45 Wo.)BEF |                                         |
| 2004 | Kerst met Frans Bauer              | — | — | NL6 (5 Wo.)NL | BEF53 (7 Wo.)BEF |                                         |
| 2005 | Om van te dromen                   | — | — | NL2 (36 Wo.)NL | BEF4 (36 Wo.)BEF |                                         |
| 2006 | Liefde is …                        | — | — | NL18 (10 Wo.)NL | BEF1 Platin · (26 Wo.)BEF |                                         |
| 2006 | Voor altijd                        | — | — | NL1 (27 Wo.)NL | BEF2 (29 Wo.)BEF |                                         |
| 2008 | ’n Zalige Kerst!                   | — | — | — | BEF5 Gold · (2 Wo.)BEF |                                         |
| 2009 | Voor elke dag                      | — | — | NL3 (16 Wo.)NL | BEF10 (12 Wo.)BEF |                                         |
| 2011 | Gloednieuw                         | — | — | NL1 Gold · (18 Wo.)NL | BEF27 (12 Wo.)BEF |                                         |
| 2013 | De mooiste jaren komen nog         | — | — | NL1 Gold · (23 Wo.)NL | BEF5 (31 Wo.)BEF |                                         |
| 2014 | Lieve schat                        | — | — | NL1 (15 Wo.)NL | BEF4 (29 Wo.)BEF |                                         |
| 2016 | Geluk hoop en liefde               | — | — | NL1 Gold · (12 Wo.)NL | BEF4 (14 Wo.)BEF |                                         |
| 2018 | Levenslied                         | — | — | NL2 (8 Wo.)NL | BEF1 (17 Wo.)BEF |                                         |
| 2019 | Ik heb je lief                     | — | — | NL4 (7 Wo.)NL | BEF3 (14 Wo.)BEF |                                         |

grau schraffiert: keine Chartdaten aus diesem Jahr verfügbar

### Gemeinschaftsalben
| Jahr | Titel                                       | Höchstplatzierung, Gesamtwochen, AuszeichnungChartplatzierungen (Jahr, Titel, Platzierungen, Wochen, Auszeichnungen, Anmerkungen) | Höchstplatzierung, Gesamtwochen, AuszeichnungChartplatzierungen (Jahr, Titel, Platzierungen, Wochen, Auszeichnungen, Anmerkungen) | Höchstplatzierung, Gesamtwochen, AuszeichnungChartplatzierungen (Jahr, Titel, Platzierungen, Wochen, Auszeichnungen, Anmerkungen) | Höchstplatzierung, Gesamtwochen, AuszeichnungChartplatzierungen (Jahr, Titel, Platzierungen, Wochen, Auszeichnungen, Anmerkungen) | Anmerkungen              |
| Jahr | Titel                                       | DE | AT | NL | BEF | Anmerkungen              |
| ---- | ------------------------------------------- | --- | --- | --- | --- | ------------------------ |
| 1997 | Frans Bauer & Marianne Weber                | — | — | NL1 (56 Wo.)NL | BEF27 (10 Wo.)BEF | mit Marianne Weber       |
| 1999 | Frans Bauer & Corry Konings                 | — | — | NL1 (21 Wo.)NL | BEF2 Gold · (21 Wo.)BEF | mit Corry Konings        |
| 2000 | Wat ik zou willen                           | — | — | NL2 Platin · (33 Wo.)NL | BEF11 (11 Wo.)BEF | mit Marianne Weber       |
| 2001 | Kerstfeest met Frans Bauer & Marianne Weber | — | — | NL6 Gold · (8 Wo.)NL | — | mit Marianne Weber       |
| 2008 | Duetten                                     | — | — | — | BEF1 ×2Doppelplatin · (26 Wo.)BEF                                                                                                 | Laura Lynn & Frans Bauer |
| 2008 | Frans & Marianne                            | — | — | NL1 Platin · (19 Wo.)NL | BEF8 (6 Wo.)BEF |                          |
| 2011 | Back to Back                                | — | — | — | BEF10 (16 Wo.)BEF | Laura Lynn & Frans Bauer |

### Livealben
| Jahr | Titel              | Höchstplatzierung, Gesamtwochen, AuszeichnungChartplatzierungen (Jahr, Titel, Platzierungen, Wochen, Auszeichnungen, Anmerkungen) | Höchstplatzierung, Gesamtwochen, AuszeichnungChartplatzierungen (Jahr, Titel, Platzierungen, Wochen, Auszeichnungen, Anmerkungen) | Höchstplatzierung, Gesamtwochen, AuszeichnungChartplatzierungen (Jahr, Titel, Platzierungen, Wochen, Auszeichnungen, Anmerkungen) | Höchstplatzierung, Gesamtwochen, AuszeichnungChartplatzierungen (Jahr, Titel, Platzierungen, Wochen, Auszeichnungen, Anmerkungen) | Anmerkungen |
| Jahr | Titel              | DE | AT | NL | BEF | Anmerkungen |
| ---- | ------------------ | --- | --- | --- | --- | ----------- |
| 1998 | Live in Ahoy’      | — | — | NL6 (31 Wo.)NL | — |             |
| 2002 | Live in Ahoy’ 2001 | — | — | NL5 Gold · (16 Wo.)NL | BEF37 (2 Wo.)BEF |             |
| 2007 | Live in Ahoy’ 2006 | — | — | NL6 (14 Wo.)NL | — |             |

### Kompilationen
| Jahr | Titel                                 | Höchstplatzierung, Gesamtwochen, AuszeichnungChartplatzierungen (Jahr, Titel, Platzierungen, Wochen, Auszeichnungen, Anmerkungen) | Höchstplatzierung, Gesamtwochen, AuszeichnungChartplatzierungen (Jahr, Titel, Platzierungen, Wochen, Auszeichnungen, Anmerkungen) | Höchstplatzierung, Gesamtwochen, AuszeichnungChartplatzierungen (Jahr, Titel, Platzierungen, Wochen, Auszeichnungen, Anmerkungen) | Höchstplatzierung, Gesamtwochen, AuszeichnungChartplatzierungen (Jahr, Titel, Platzierungen, Wochen, Auszeichnungen, Anmerkungen) | Anmerkungen |
| Jahr | Titel                                 | DE | AT | NL | BEF | Anmerkungen |
| ---- | ------------------------------------- | --- | --- | --- | --- | ----------- |
| 1999 | Für dich … die schönsten Liebeslieder | — | AT22 (5 Wo.)AT | NL62 (3 Wo.)NL | — |             |
| 2000 | Zijn grootste hits                    | — | — | NL8 Platin · (29 Wo.)NL | BEF22 Gold · (13 Wo.)BEF |             |
| 2005 | 10 jaar hits                          | — | — | NL4 Gold · (41 Wo.)NL | BEF1 Platin · (49 Wo.)BEF |             |
| 2006 | Bauer Top 100                         | — | — | NL17 (27 Wo.)NL | BEF7 Gold · (18 Wo.)BEF |             |
| 2008 | Zijn 50 mooiste duetten               | — | — | NL27 (8 Wo.)NL | — |             |
| 2009 | Zomer hits Top 50                     | — | — | — | BEF30 (14 Wo.)BEF |             |
| 2018 | De Bauer 100                          | — | — | — | BEF114 (7 Wo.)BEF |             |

### Singles
| Jahr | Titel Album                                           | Höchstplatzierung, Gesamtwochen, AuszeichnungChartplatzierungen (Jahr, Titel, Album, Platzierungen, Wochen, Auszeichnungen, Anmerkungen) | Höchstplatzierung, Gesamtwochen, AuszeichnungChartplatzierungen (Jahr, Titel, Album, Platzierungen, Wochen, Auszeichnungen, Anmerkungen) | Anmerkungen          |
| Jahr | Titel Album                                           | NL | BEF | Anmerkungen          |
| ---- | ----------------------------------------------------- | --- | --- | -------------------- |
| 1994 | Als sterren aan de hemel staan –                      | NL17 (12 Wo.)NL | — |                      |
| 1995 | Het leven is te mooi –                                | NL33 (3 Wo.)NL | — |                      |
| 1995 | Waarom heb jij mij verlaten –                         | NL25 (3 Wo.)NL | — |                      |
| 1995 | ’n Dag uit duizend dromen –                           | NL16 (10 Wo.)NL | — |                      |
| 1995 | Verloren –                                            | NL36 (2 Wo.)NL | — |                      |
| 1996 | Julio medley –                                        | NL15 (8 Wo.)NL | — |                      |
| 1996 | Op rode rozen vallen tranen –                         | NL9 (7 Wo.)NL | — |                      |
| 1996 | Buenos dias, weiße Taube –                            | NL18 (4 Wo.)NL | — |                      |
| 1996 | Nu zijn we alletwee artiesten –                       | NL16 (4 Wo.)NL | — | mit Vader Abraham    |
| 1997 | De regenboog –                                        | NL1 (12 Wo.)NL | — | mit Marianne Weber   |
| 1997 | Eens schijnt weer de zon –                            | NL4 (4 Wo.)NL | — | mit Marianne Weber   |
| 1997 | Bella Madonna –                                       | NL10 (5 Wo.)NL | — |                      |
| 1998 | Wat ik je zeggen wil –                                | NL4 (8 Wo.)NL | — |                      |
| 1998 | Op zoek naar jouw liefde –                            | NL17 (4 Wo.)NL | — |                      |
| 1998 | Ik wil met jou dansen –                               | NL25 (3 Wo.)NL | — |                      |
| 1999 | Diep in mijn hart –                                   | NL4 (10 Wo.)NL | — | mit Conny Konings    |
| 1999 | Die zomernachten van San José –                       | NL27 (2 Wo.)NL | — | mit Conny Konings    |
| 1999 | Ik pluk ’n ster –                                     | — | BEF45 (2 Wo.)BEF |                      |
| 1999 | De luchtballon –                                      | NL28 (2 Wo.)NL | — |                      |
| 2000 | Wat ik zou willen –                                   | NL33 (4 Wo.)NL | — | (mit Marianne Weber) |
| 2001 | ’n Beetje liefde –                                    | NL25 (4 Wo.)NL | — |                      |
| 2002 | Eens schijnt voor jou de zon / Heb je even voor mij – | NL34 (3 Wo.)NL | — |                      |
| 2003 | ’n Ons geluk –                                        | NL15 (4 Wo.)NL | — |                      |
| 2003 | Heb je even voor mij –                                | NL1 Platin · (18 Wo.)NL | BEF6 (21 Wo.)BEF |                      |
| 2004 | Had ik maar nooit naar jou gekeken –                  | NL6 (4 Wo.)NL | BEF25 (9 Wo.)BEF |                      |
| 2005 | Hé lekker ding –                                      | NL6 (6 Wo.)NL | BEF7 (10 Wo.)BEF |                      |
| 2005 | Weet dat het zonnetje schijnt –                       | — | BEF11 (11 Wo.)BEF | mit Kabouter Plop    |
| 2006 | ’n Beetje zonneschijn –                               | — | BEF35 (3 Wo.)BEF |                      |
| 2006 | Un dos trés –                                         | NL10 (5 Wo.)NL | BEF21 (7 Wo.)BEF |                      |
| 2007 | 1000 lieve woorden –                                  | NL14 (5 Wo.)NL | BEF50 (1 Wo.)BEF |                      |
| 2007 | Van de nacht maken wij ’n fiesta –                    | — | BEF48 (1 Wo.)BEF |                      |
| 2007 | Kom dans met mij –                                    | — | BEF1 Gold · (15 Wo.)BEF | mit Laura Lynn       |
| 2008 | Al duurt de nacht tot morgenvroeg –                   | NL21 (7 Wo.)NL | BEF1 (10 Wo.)BEF | mit Laura Lynn       |
| 2008 | Als ik de lichtjes in jouw ogen zie –                 | — | BEF3 (6 Wo.)BEF | mit Laura Lynn       |
| 2008 | Als ik met jou op de wolken zweef –                   | NL5 (6 Wo.)NL | BEF36 (2 Wo.)BEF | mit Marianne Weber   |

Weitere Singles
- Eens komt er voor jou ’n dag (1996)
- Torero (1999)
- Jouw ogen stralen als de zon (2000)
- Kijk in m’n ogen (mit Marianne Weber, 2000)
- Ay, ay, ay... ’n beetje amore (2001)
- Zie je al die zonnestralen (2002)
- Zeven rozen, zeven jaren (2002)
- Jouw hart is als chocolade (2003)
- De leipe Bauer flavour (feat. Ali B & Lange Frans, 2006)
- Amore lacht (mit Marianne Weber, 2008)
- Geen woorden (2009)
- Wat moet ik toch zonder jou (2011)
- Mijn hart gaat zo tekeer (2011)
- De wereld is een gekkenhuis en dit is het hoofdkantoor (2012)
- Doe nou niet (2013)
- De mooiste jaren die komen nog (2013)

Deutschsprachige Lieder
- Liebesbriefe (1996)
- Buenos dias, weiße Taube (1996)
- Ich träum von Dir heut Nacht (weil ich Dich liebe) (1997)
- Wenn ein Stern am Himmel steht (1997)
- Was dir mein Herz nicht sagen kann (1998)
- Für dich (1999)
- Ich will mit dir tanzen (1999)
- Ganz tief ins Herz (2000)
- Sehnsucht (2001)
- Wer an Träume glaubt (2001)
- Weine nicht Corinna (2001)
- Sieben Rosen, sieben Tränen (2002)
- Grenzenlos (2003)
- Ich träume von Dir (2003)
- Tausend Träume (2003)
- Ti amo – Ich liebe dich (2005)
- Schön war die Zeit (2008)
- Hasta la vista (2008)
- Schau in meine Augen (2008)

## Auszeichnungen für Musikverkäufe
Anmerkung: Auszeichnungen in Ländern aus den Charttabellen bzw. Chartboxen sind in ebendiesen zu finden.
| Land/RegionAuszeichnungen für Musikverkäufe (Land/Region, Auszeichnungen, Verkäufe, Quellen) | Gold       | Platin       | Verkäufe | Quellen     |
| -------------------------------------------------------------------------------------------- | ---------- | ------------ | -------- | ----------- |
| Belgien (BRMA)                                                                               | 7× Gold7   | 4× Platin4   | 325.000  | ultratop.be |
| Niederlande (NVPI)                                                                           | 8× Gold8   | 8× Platin8   | 945.000  | nvpi.nl     |
| Insgesamt                                                                                    | 15× Gold15 | 12× Platin12 |          |             |